# Dwór w Targowej Górce
Dwór w Targowej Górce – odbudowywany dwór znajdujący się we wsi Targowa Górka w powiecie wrzesińskim.

## Historia
Pierwotny dwór należał m.in. do gen. Antoniego Amilkara Kosińskiego, który mieszkał w nim w latach 1812-1823. W 1858 gościł tutaj Władysław Syrokomla. Obiekt podpalili hitlerowcy, a resztki ruin rozebrano. Wokół dworu park krajobrazowy z XVIII-XIX wieku (6,7 hektara) o regularnym rozplanowaniu. Na jego skraju pomnik 730-lecia Targowej Górki (1988) oraz kamienne płyty nagrobne Antoniego Kosińskiego i jego małżonki. Prochy Kosińskiego w 1923 przeniesione zostały do Krypty Zasłużonych Wielkopolan przy kościele św. Wojciecha w Poznaniu. W 2008 park zakupiła Izabella Łukomska-Pyżalska. W 2016 trwała odbudowa dworu.
Dworowi towarzyszą: rządcówka (4 ćwierć XIX wieku) i stodoła szachulcowa z tego samego okresu.